# Ермольев, Иосиф Николаевич
Ио́сиф Никола́евич Ермо́льев (англ. Josef Ermolieff; 24 марта 1889, Москва, Российская империя — 20 февраля 1962, Лос-Анджелес, Калифорния, США) — один из первых русских кинопредпринимателей, продюсер, работал также во Франции, Германии, США и Мексике.

## Биография
Родился в 1889 году в купеческой семье. В октябре 1907 года, ещё будучи студентом юридического факультета Московского университета, был принят на работу младшим техником в московское отделение кинофирмы «Братья Пате». Через год он уже был руководителем отдела продаж компании, а через три — генеральным представителем «Пате» в России. В 1912 году стал совладельцем прокатной фирмы «Ермольев, Зархин и Сегель» (в Ростове-на-Дону). В 1915 году основал в Москве собственное киноателье «И. Ермольев», под эгидой которого было выпущено более 120 фильмов. В 1918 году открыл филиал кинокомпании в Ялте.
15 января 1920 года вступил в силу декрет о национализации кинопромышленности, подписанный Лениным 27 августа 1919 года. В феврале 1920 года Ермольев и его команда покинули Россию и через Константинополь отправились во Францию. В августе 1920 года они обосновались в Монтройе, предместье Парижа, в бывшей студии Пате. Ермольев учредил акционерное общество «La Société Ermolieff-Cinéma» («Русское кинематографическое общество И. Н. Ермольева и Ко.») с уставным капиталом в размере миллиона франков, сохранив за собой 70% акций. С середины 1920 по лето 1922 года на студии было выпущено 40 производственных единиц. Среди них «Amor et lex», «La pocharde», «Цена счастья» и «Денщик (Ordonance)».
В середине 1922 года Ермольев переехал в Германию. Его компаньоны Александр Каменка и Ной Блох учредили студию «Альбатрос», которая просуществовала до конца 20-х годов, сыграв важную роль в развитии французского кино.
С 1923 по 1928 год занимался прокатом и производством фильмов в Германии, учредив в Мюнхене фирму «Ермольев-Фильм ГмбХ». Приход звука в кино, нормализация отношений с Советским Союзом, рост националистических настроений накануне прихода к власти Гитлера — всё это заставило Ермольева покинуть Германию и вернуться во Францию. С 1929 по 1936 год он был исполнительным продюсером шести фильмов. Из них лишь один пользовался большим успехом — «Михаил Строгов» (Michel Strogoff, 1936). В 1936 году был награждён орденом Почётного легиона за заслуги в области французской кинопромышленности.
В 1937 году Ермольев снова покинул Францию и обосновался в Голливуде. Работал на двух фильмах United Artists в качестве директора производства; третий фильм, в работе над которым он участвовал, был снят в 1943 году в Мексике — очередной ремейк «Михаила Строгова».
Сын — Николай (1915–1944), заведующий департаментом иностранной печати в Голливуде, лейтенант армии США, погиб на нормандском фронте в 1944 году.
Ермольев скончался 20 февраля 1962 года в возрасте 72 лет от кровоизлияния в мозг.

И. Н. Ермольев, самый крупный русский кинематографический фабрикант, бежавший из Москвы от прелестей «совдепского рая», является за границей пионером русского кинематографического искусства. Свою деятельность здесь, в Париже, он начал в мае месяце прошлого года, а в августе образовал уже акционерное общество для изготовления фильм, для чего им был заарендован павильон бр. Пате в Montreuill`е, в окрестностях Парижа. Отлично учитывая настроения кинематографического рынка, И. Н. Ермольев главной своей задачей поставил интернационализирование ленты, и в этом отношении достиг за сравнительно короткое время самых блестящих результатов. Ему посчастливилось собрать лучшие русские артистические силы (г-жи Лисенко, Кованько, Карабанова, гг. Мозжухин, Волков, Римский), а также удалось привлечь несколько известных французских кинематографических исполнителей. В смысле репертуара И. Н. Ермольев строго придерживается литературного выбора, не гоняясь за модными, так называемыми «американскими» фильмами с трюками, детективами и тому подобным. По мнению И. Н. Ермольева, вся русские начинания в области кинематографии должны в конечном итоге дать самые хорошие результаты, потому что русские артисты и художники и теперь уже начинают занимать выдающееся место в кинематографии всех стран".— Газета «Общее дело», Париж. 5 февраля 1921

## Фильмография

### Режиссёр
- 1924 — Тарас Бульба (Германия) совм. с Владимиром Стрижевским

### Сценарист
- 1933 — Княжеские ночи (Франция)
- 1933 — Тысяча и одна ночь (Франция)
- 1944 — Мигель Строгов (Мексика)
- 1949 — Застава в Марокко (США)

### Продюсер
- 1914 — В омуте Москвы (Россия)
- 1915 — Вот мчится тройка почтовая (Россия)
- 1915 — Сашка-семинарист (Россия)
- 1916 — Грех (Россия)
- 1916 — На бойком месте (Россия)
- 1916 — Нищая (Россия)
- 1916 — Пиковая дама (Россия)
- 1916 — Ястребиное гнездо (Россия)
- 1917 — И тайну поглотили волны… (Россия)
- 1917 — Кулисы экрана (Россия)
- 1917 — Не надо крови (Россия)
- 1917 — Сатана ликующий (Россия)
- 1918 — Богатырь духа (Россия)
- 1918 — Горничная Дженни (Россия)
- 1918 — Драма на охоте (Россия)
- 1918 — Золотая осень (Россия)
- 1918 — Конкурс красоты (Россия)
- 1918 — Малютка Элли (Россия)
- 1918 — Отец Сергий (Россия)
- 1918 — Постоялый двор (Россия)
- 1918 — Станционный смотритель (Россия)
- 1918 — Хамка (Россия)
- 1919 — Белое и чёрное (Россия)
- 1919 — Люди гибнут за металл (Россия)
- 1920 — Член парламента (Россия)
- 1924 — Глубины большого города (Германия)
- 1924 — Тарас Бульба (Германия)
- 1928 — Волга-Волга (Германия)
- 1931 — Шайка Бубуля (Франция)
- 1932 — Модель с Монпарнаса (Германия/Франция)
- 1933 — Ничтожество (Франция)
- 1934 — Дитя карнавала (Франция)
- 1935 — Мишель Строгов (Франция)
- 1936 — Царский курьер (Германия)
- 1937 — Около полуночи (Германия)
- 1938 — Княжеские ночи (Франция)
- 1944 — Мигель Строгов (Мексика)
- 1949 — Застава в Марокко (США)
- 1953 — Форт Алжир (США)